# Crónica de un niño solo
Pour plus de détails, voir Fiche technique et Distribution.
Crónica de un niño solo (« Chronique d'un enfant seul ») est un film argentin réalisé par Leonardo Favio, sorti en 1965. Il traite de l'enfance, de l'incompréhension et de l'illusoire désir de liberté. Après avoir été censuré pendant trente ans, ce drame social a été élu meilleur film argentin du XXe siècle lors d'une enquête du Musée du Cinéma de Buenos Aires en 2000.

## Synopsis

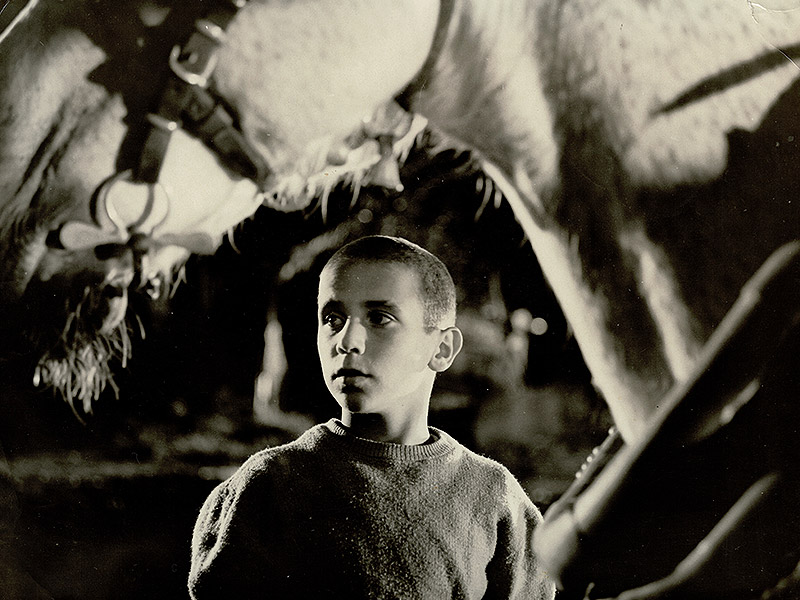
Polín.

Buenos Aires, 1963. Celedón, surnommé « Polín », est un enfant solitaire, abandonné et incompris. Dans la maison de correction où on l'a envoyé, une cigarette, une bagarre ou un baiser à la photo de Monica Vitti sont de petites parenthèses bienvenues entre l'ennui, la discipline rigide et la maltraitance des adultes. À la suite d'une tentative d'évasion, il est puni et frappe le surveillant Fiori. Il est alors rasé et emprisonné par la police.
Cette fois, il parvient à s'évader et regagne le bidonville où vit sa mère. Celle-ci vient de perdre son mari, peut-être tombé ivre sur un chantier. Polín traîne, commet quelques petit larcins, retrouve des amis. C'est la nature qui lui offre le plus de joie, que ce soit lors d'une baignade dans la rivière ou d'une promenade nocturne avec le cheval de son ami Fabián.

## Fiche technique
- Réalisation : Leonardo Favio
- Scénario : Jorge Zuhair Jury et Leonardo Favio (frères)
- Photographie : Ignacio Souto
- Montage : Gerardo Rinaldi et Antonio Ripoll
- Musique : Domenico Cimarosa et Benedetto Giacomo Marcello
- Durée : 76 minutes
- Date de sortie : 
  -  Argentine : 5 mai 1965

## Distribution
- Diego Puente : Polín
- Leonardo Favio : Fabián

## Autour du film
- C'est la première réalisation de Leonardo Favio, alors âgé de 25 ans, et disposant de très peu de moyens. Lui-même avait été abandonné par son père et envoyé à l'orphelinat puis en maison de correction durant son enfance. Il apparaît à la fin du film dans le rôle de Fabián.
- Le film est dédié à Leopoldo Torre Nilsson, mentor du réalisateur (Favio joua dans six de ses films, dont La Main dans le piège en 1961).
- Eliseo Subiela était assistant réalisateur sur le tournage.
- Le film a longtemps été controversé, et a parfois été compris comme une critique du fascisme. Sa description brute et réaliste des misérables conditions de vie de Polín dans la capitale argentine, ainsi que la longue scène où trois enfants se baignent nus dans la rivière, ont entraîné sa censure jusqu'en 1996.

## Distinctions
- Condor d'argent du meilleur film
- Primé au Festival international du film de Mar del Plata